# Sabahattin Ali
Sabahattin Ali (ur. 25 lutego 1907 Eğridere, zm. 2 kwietnia 1948 Kırklareli) – turecki pisarz, poeta, dziennikarz, tłumacz literatury pięknej.

## Życiorys

### Młodość
Sabahattin Ali urodził się 25 lutego 1907 w Eğridere w prowincji Gümülcine. Jego ojciec, Salahattin Bey był powiązanym z organizacją Młodoturków (nazwa turecka Jön Türkler pochodzi z francuskiego Les Jeunes Turcs) żołnierzem walczącym w I wojnie światowej.
Młody Sabahattin rozpoczął edukację w Stambule, jednak w 1914 roku był zmuszony przenieść się z rodziną do Çanakkale. Uczył się też w seminarium nauczycielskim w Balıkesir (tur. Balıkesir Öğretmen Okulu). Następnie kontynuował edukację w szkole kształcącej nauczycieli szkół podstawowych w Stambule (tur. Istanbul Ilköğretmen Okulu) którą ukończył w roku 1926.

### Kariera nauczycielska
Przez rok pracował jako nauczyciel w Yozgacie w środkowej Turcji, po czym w 1928 roku został wysłany przez Ministerstwo Edukacji (tur. Eğitim Bakanlığı, obecnie: Ministerstwo Edukacji Narodowej, tur. Milli Eğitim Bakanlığı) na stypendium do Niemiec. Do Turcji powrócił w 1930. Pracował jako nauczyciel niemieckiego w szkołach średnich w Aydınie i Konyi, oraz języka tureckiego w Ankarze, w szkole muzycznej (w Musiki Muallim Mektebi), a także jako urzędnik w dziale wydawnictw tureckiego Ministerstwa Edukacji (tur. Eğitim Bakanlığı Yayın Müdürlüğü).

### Życie prywatne
W 1935 roku ożenił się z Aliye, z którą miał córkę, urodzoną w 1937 roku pianistkę Filiz Ali.

### Poglądy polityczne – więzienie
Sabahattin Ali był kilkakrotnie skazywany na karę pozbawienia wolności za głoszone poglądy lewicowe i krytykę stosunków panujących w Turcji.
Pierwszy raz do więzienia trafił gdy był nauczycielem języka niemieckiego w szkole średniej w Aydınie, za propagowanie komunizmu w jednym ze swoich wierszy. Następnie, w 1932 roku, był więziony za krytykę Mustafy Kemala Atatürka w wierszu „Memleketten Haber” (co w języku polskim znaczy „wieść z ojczyzny”). Wyszedł na wolność dzięki ogłoszonej w 1933 roku amnestii z okazji dziesięciolecia ustanowienia Republiki Tureckiej. Do więzienia trafił również w roku 1947 ze względu za poglądy wygłaszane na łamach pisma „Markopaşa”, zwłaszcza że jako właściciel pisma, odpowiadał też za treść anonimowych artykułów.

### Śmierć
Sabahattin Ali pragnąc uniknąć prześladowań za głoszone poglądy zdecydował się na wyjazd z Turcji. Odmówiono mu wydania paszportu, usiłował więc przekroczyć granice nielegalnie. Został zamordowany podczas próby przekroczenia granicy turecko-bułgarskiej w Kırklareli 2 kwietnia 1948 roku. Zabójcą był Ali Ertekin, powiązany z turecką Narodową Służbą Bezpieczeństwa (tur. Millî Emniyet Hizmeti), który miał pomóc poecie w przedostaniu się na zachód. Ali Ertekin w rozpoczętym w 1949 roku procesie karnym o zabójstwo powiedział, że zbrodni dokonał z powodu „uczuć narodowych” (tur. milli duygular). W 1950 został skazany na karę czterech lat pozbawienia wolności, jednak w tym samym roku został wypuszczony na wolność. 

## Dorobek literacki
Sabahattin Ali zadebiutował jako twórca poezji. Później do jego dorobku literackiego dołączyły artykuły prasowe o charakterze publicystycznym i politycznym, powieści, przekłady utworów literatury europejskiej na język turecki. Twórczość Sabahattina Alego utożsamiana jest z nurtem socjalizmu.
Wiersze Sabahattina Alego początkowo zostały wydane w trzech zbiorach:
– Dağlar ve Rüzgâr (İstanbul Kitaphanesi, Stambuł 1934), składającym się z 5 poematów napisanych w latach 1931-1934;
– Kurbağanın Serenadı (opublikowane wraz z Öteki Şiirler w 1937), składającym się z 22 wierszy napisanych w latach 1926-1929; 
– Öteki Şiirler, składającym się z 23 wierszy opublikowanych najpierw w czasopismach; za daty ich powstania przyjmuje się lata 1927-1931; 
Zbiory Kurbağanın Serenadı i Öteki Şiirler zostały opublikowane w jednym tomie w roku 1937. 
Pierwsze opowiadanie, które wydał Sabahattin Ali nosiło tytuł Viyolonsel, zostało ono opublikowane w czasopiśmie Mesale  7 października 1928 roku. Pierwszą zaś jego powieścią była Kuyucaklı Yusuf wydana w 1937. Książka opowiada o nieszczęśliwej miłości Yusufa i Muazzez i porusza problem sprzeciwiania się planom małżeńskim rodziny wobec córki, a także obrazuje życie wsi anatolijskiej na początku XX wieku.
Nakład ostatniego tomu opowiadań Sabahattina Alego, Sırça Köşk (Remzi Kitabevi, Stambuł 1947) został decyzją rządu tureckiego w 1947 roku skonfiskowany ze względu na treści polityczne zawarte w tytułowym opowiadaniu Sırça Köşk.
W latach 1946–1947 wraz z Azizem Nesinem był zaangażowany w redakcję czasopisma humorystycznego Markopaşa, którego łącznie ukazały się 22 numery.
Najpopularniejszym dziełem Sabahattina Alego jest wydana w 1943 roku powieść Madonna w futrze (tur. Kürk Mantolu Madonna). Została ona przetłumaczona na język polski (tłum. Piotr Beza, Poznań 2015).
W języku polskim został wydany również zbiór opowiadań Sabhattina Alego Wrogowie: opowiadania anatolijskie (tłum. Józef Bielawski i Edward Tryjarski, Spółdzielnia Wydawnicza Czytelnik, Warszawa 1953), na który składają tłumaczenia czterech opowiadań z tomu Ses opublikowanego w Turcji w 1937.

### Utwory Sabahattina Alego

#### Tomy wierszy
Dağlar ve Rüzgâr (1931-1934)

Kurbağanın Serenadı (1926-1929)

Öteki Şiirler (1927-1931)

#### Zbiory opowiadań
Değirmen (1935)

Kağnı (1936)

Ses (1937) (przetłumaczony na język polski i wydany pod nazwą „Wrogowie: opowiadania anatolijskie”, 1953)

Yeni Dünya (1943)

Sırça Köşk (1947)

#### Powieści
Kuyucaklı Yusuf (1937)

İçimizdeki Şeytan (1940)

Kürk Mantolu Madonna (1943) – (polski tytuł: „Madonna w futrze”, 2015)

#### Tłumaczenia na język turecki
Tarihte Garip Vakalar (1936), autor oryg. Max Kemmerich

Antigone (1941), autor oryg. Sofokles (z przekładu niemieckiego)

Minna Von Barnhelm (1943), autor oryg. Gotthold Ephraim Lessing, tytuł oryg. „Minna Von Barnhelm”

Üç Romantik Hikaye (1944):

– San Domingo’da Nişanlanma autor oryg. Heinrich Von Kleist, tytuł oryg.„Die Verlobung in St. Domingo”

– Peter Schlemihl’in Acayip Sergüzeşti, autor oryg. Adelbert von Chamisso, tytuł oryg. „Peter Schlemihls wundersame Geschichte”

– Duka ile Karısı, autor oryg. Ernst Theodor Amadeus Hoffmann, tytuł oryg. „Doge und Dogaresse”

Fontamara (1944) autor oryg. Ignazio Silone, tytuł oryg. „Fontamara”

Gyges Ve Yüzüğü (1944) autor oryg. Friedrich Hebbel, tytuł oryg. „Gyges und sein Ring”

Yüzbaşının Kızı (1944) autor oryg. Aleksander Sergiejewicz Puszkin, tytuł oryg.„Капитанская дочка”

### Tłumaczenia dzieł Sabahattina Alego na język polski
Wrogowie: opowiadania anatolijskie (1953) tłum. Józef Bielawski i Edward Tryjarski

Madonna w futrze (2015) tłum. Piotr Beza